# Metopina
Metopina is een geslacht van insecten uit de familie van de Bochelvliegen (Phoridae), die tot de orde tweevleugeligen (Diptera) behoort.

## Soorten
- M. braueri (Strobl, 1880)
- M. crassinervis Schmitz, 1920
- M. formicomendicola Schmitz, 1927
- M. galeata (Haliday, 1833)
- M. heselhausi Schmitz, 1914
- M. oligoneura (Mik, 1867)
- M. perpusilla (Six, 1878)
- M. pileata Schmitz, 1936
- M. subarcuata Borgmeier, 1963
- M. tanjae Disney & Prescher, 2003
- M. trochanteralis Schmitz, 1953
- M. ulrichi Disney, 1979